# Municipi de Roja
El municipi de Roja (en letó: Rojas novads) és un dels 110 municipis de Letònia, que es troba localitzat al nord-oest del país bàltic, i que té com a capital la localitat de Roja. El municipi va ser creat l'any 2009 després d'una reorganització territorial.

## Ciutats i zones rurals
- Parròquia de Rojas (zona rural)

## Població i territori
La seva població està composta per un total de 6.271 persones (2009). La superfície del municipi té uns 309,5 kilòmetres quadrats, i la densitat poblacional és de 20,26 habitants per kilòmetre quadrat.